# Rafael Ucrós
Rafael Ucrós Durán (Campoalegre, 26 de mayo de 1874 - Bogotá, 1947) fue un médico ginecólogo, cirujano, académico, educador y político colombiano, miembro del Partido Liberal Colombiano, considerado uno de los pionerios de la ginecología y obstetricia en Colombia.
En 1903, fue el primer director de la cátedra de cirugía general de la facultad de medicina de la Universidad Nacional de Colombia, que regentó hasta 1933, formando a los primeros ginecólogos del país. En 1940, cofundó Sociedad de Obstetricia y Ginecología, y la Clínica Marly. También fue presidente de la Academia Nacional de Medicina, de 1932 a 1936.
En el ámbito político, Ucrós fue nombrado por decreto presidencial de Carlos Eugenio Restrepo gobernador de Cundinamarca, a nombre del liberalismo, entre 1913 y 1914. Su mayor obra fue el traslado del Hospital San Juan de Dios, el más importante en su época en Colombia, a su ubicación actual.

## Obras
- La antisepsia y la asepsia en la cirugía moderna.
- Historia de la Medicina Nacional.
- Litopedio salido a través de la cicatriz de una operación cesárea.
- Incisión transversa suprapubiana en ginecología
- A propósito de un caso de torsión de fibroma subperitoneal pediculizado.
- De la operación de Legeau en el prolapso uterino completo.
- Dificultades del diagnóstico de los quistes de los anexos de la matriz con torsión del pedículo.
- Sobre un caso de pilorectomía.